# 鶏頭樹
『鶏頭樹』（けいとうじゅ）は、須藤真澄による日本の漫画作品。
1989年、ふゅーじょんぷろだくとが刊行する月刊漫画情報誌『COMIC BOX』の1月号（vol.58）と2月号（vol.59）に、2ヶ月にわたり掲載された。長い間単行本に収録されなかったが、2004年に創英社（三省堂書店）から刊行された須藤の短編作品集『マヤ』に収録された。

## あらすじ
学校で園芸委員を務める少女すぎなは、校庭に昔からある大樹「鶏頭樹」の世話を毎日欠かさなかった。すぎなが幹に耳を当てると、鶏頭樹は彼女にだけ、明日の天気を教えてくれた。
生物部がひよこから育てた鶏は、どこか奇妙な外見に育ち、ある夜に鶏舎内に巣を作った。翌朝、学校中が鶏の巣だらけとなり、3年生の舟岡の指示で生徒達は総出で巣を片付け、鶏を鶏舎に戻した。生物部はこの新種らしき鶏を増やすべく、巣に生み付けられた卵を孵卵器に入れた。卵はやがてトゲを生やす。職員室で教師が卵を割ると閃光が広がる。生物部の部室では、部員が卵のトゲで誤って怪我をすると鶏に変身し、他の部員が卵を割ると再び光が放たれて、室内にいた全員が鶏となってしまう。舟岡は各学年に鶏と巣と卵の回収を指示するが、トゲで傷ついただけで鶏になり、さらに卵も次々に割れてそのたびに多くの生徒が鶏となる。回収した卵は孵化を避けるためプールの水に沈めた。土中に埋めることも検討したが、地中にいる虫や小動物まで鶏に変身するからと、すぎなが強く反対した。警察を呼ぼうと訴える友達のつくしに、すぎなは、学校に潜む危険に外部を巻き込むことに鶏頭樹が警告をしている旨を教えた。ついに、ほとんどの生徒が鶏に変わって鶏舎に押し込められた。プールの底も卵で埋まり、重量で潰れる危険が出てきた。鶏頭樹自体も、光を浴びて、枝葉が巨大な鶏の姿となっていた。鶏頭樹の願いを聞き入れ、すぎなはチェーンソーで樹を切り倒した。
夕方、舟岡やつくしらは帰宅することにしたが、すぎなは鶏頭樹の世話をするために学校に残った。舟岡らは警察に出向いて事情を説明してもまともに聞いてもらえず、夜、差し入れを手にすぎなの元へ戻り、明日は来るだろうと話す。つくしは交換日記のノートを置いていった。
朝になると、すぎなは鶏を鶏舎から広い体育館内へ移し、草を餌に与えた。そして交換日記を書いて校門に置いたが、つくしは来なかった。つくしが来ると言っていた「警察の人」、「ジエータイ」も、誰ひとり学校に来ないまま、数日が経過した。空腹に耐えかね、すぎなは食事を買いに出ようとするが、鶏頭樹が自分を引き留めているように感じ、学校内で食べ物を探す。突然鶏が一斉に「コケコッコー」と鳴くと次々に死に始めた。「人間に戻って」と訴えるすぎなの願いもむなしく、鶏はその姿のままで全滅した。すぎなは絶望し、プールの卵を拾い上げて自分の頭で割るが、もう光が出ることはなかった。この悪夢がいつ終わるのかと鶏頭樹に尋ねた時、切り株に新芽が出ているのを見つけた。そのことをつくしに知らせようとするすぎなに、鶏頭樹が何かを語りかける。思わず学校の外へ目をやったすぎなの耳に、町中から一斉に上がった「コケコッコー」という鳴き声が聞こえた。

## 作品の背景

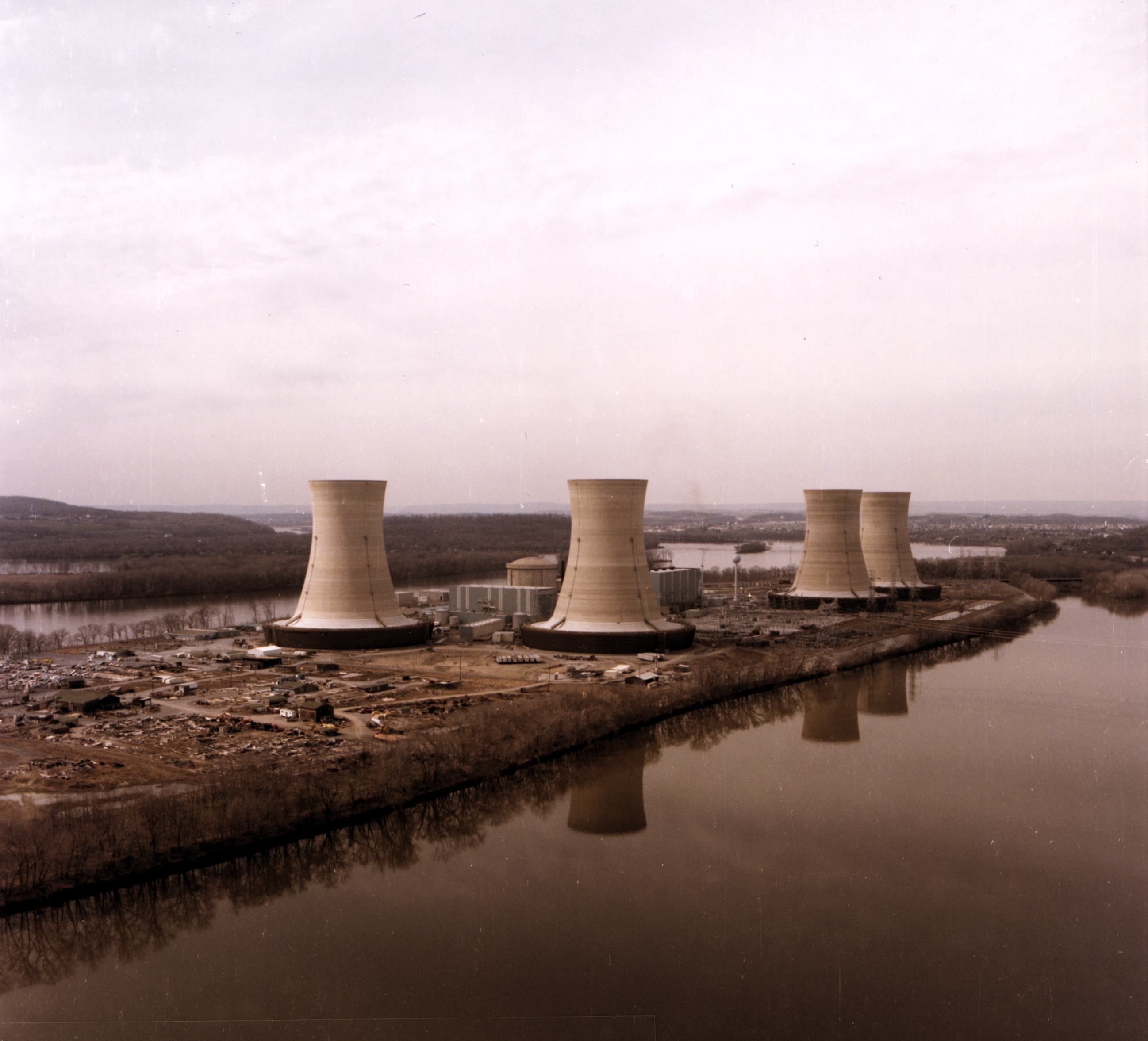
スリーマイル島原子力発電所にある冷却塔（参考画像）

放射能標識（参考画像）

作品中に登場する鶏の巣は、原子力発電所の冷却塔を連想させる形状をしている。また2枚ある扉絵には、放射能標識を表すマークに酷似した意匠があしらわれている。
作品が掲載された当時の『COMIC BOX』には、原子力発電所の建設や運用に反対する姿勢がはっきりと表れていた。1988年8月号は『まんが・危険な話』と題されて反原発特集号の様相を呈し、手塚治虫が原発反対のコメントを寄せる一方、関西電力の新聞PR広告に出た松本零士がインタビュアーからその意図を厳しく問われる記事も掲載された。付録には青森県六ヶ所村での核燃料再処理工場建設への反対署名用紙がつけられた。他の月の通常の号でも反原発記事が掲載されていた。再処理工場の誘致を進める当時の青森県知事・北村正哉の顔写真に落書きをしたものを掲載して読者から批判されることもあり、編集方針は時に非常に過激なものであった。さらに、編集後記を書くべき編集長が反原発デモに参加して逮捕されたため後記が書けない号もあった。
しかしながら当作品は反原発を明確に謳ってはいない。